# Territ menut del Canadà
El territ menut del Canadà o territ menut canadenc (Calidris minutilla) és una espècie d'ocell de la família dels escolopàcids (Scolopacidae) que en estiu habita la tundra de les Aleutianes, Alaska i nord del Canadà fins al nord de Labrador i Terranova. En hivern habiten les platges i aiguamolls del sud dels Estats Units, Mèxic, Amèrica Central i nord d'Amèrica del Sud.